# Hana Jirickova
Hana Jirickova es una modelo checa nacida el 13 de junio de 1991 en Brno, República Checa.
Ella es «reconocida» a los 16 años en una galería de arte y gana su primer concurso de modelaje. En 2009, firma con Silent Models en Paris. Posa frente a las lentes de Peter Lindbergh, Steve Hiett y muchos otros. En 2013, desfiló para Óscar de la Renta y Ralph Lauren. En abril de 2013, Hana se traslada a Nueva York.
En junio de 2013, hizo una aparición en la serie de belleza Anglomania de Vogue París. En septiembre de 2013, estaba en Vogue Fashion. En octubre de 2013, ya está en Vogue París.
En 2014, encarna a Lady Million en la publicidad del perfume Eau My Gold de Paco Rabanne con la canción de Parov Stelar All Night.